# 刘学景
刘学景（1951年—），山东阳谷人，汉族，中华人民共和国政治人物。
毕业于山东省委党校农业经济管理专业。加入中国共产党。2008年起担任全国人大代表。2013年，担任全国人大代表。2018年2月24日，当选为第十三届全国人大代表。